# Gulab jamun

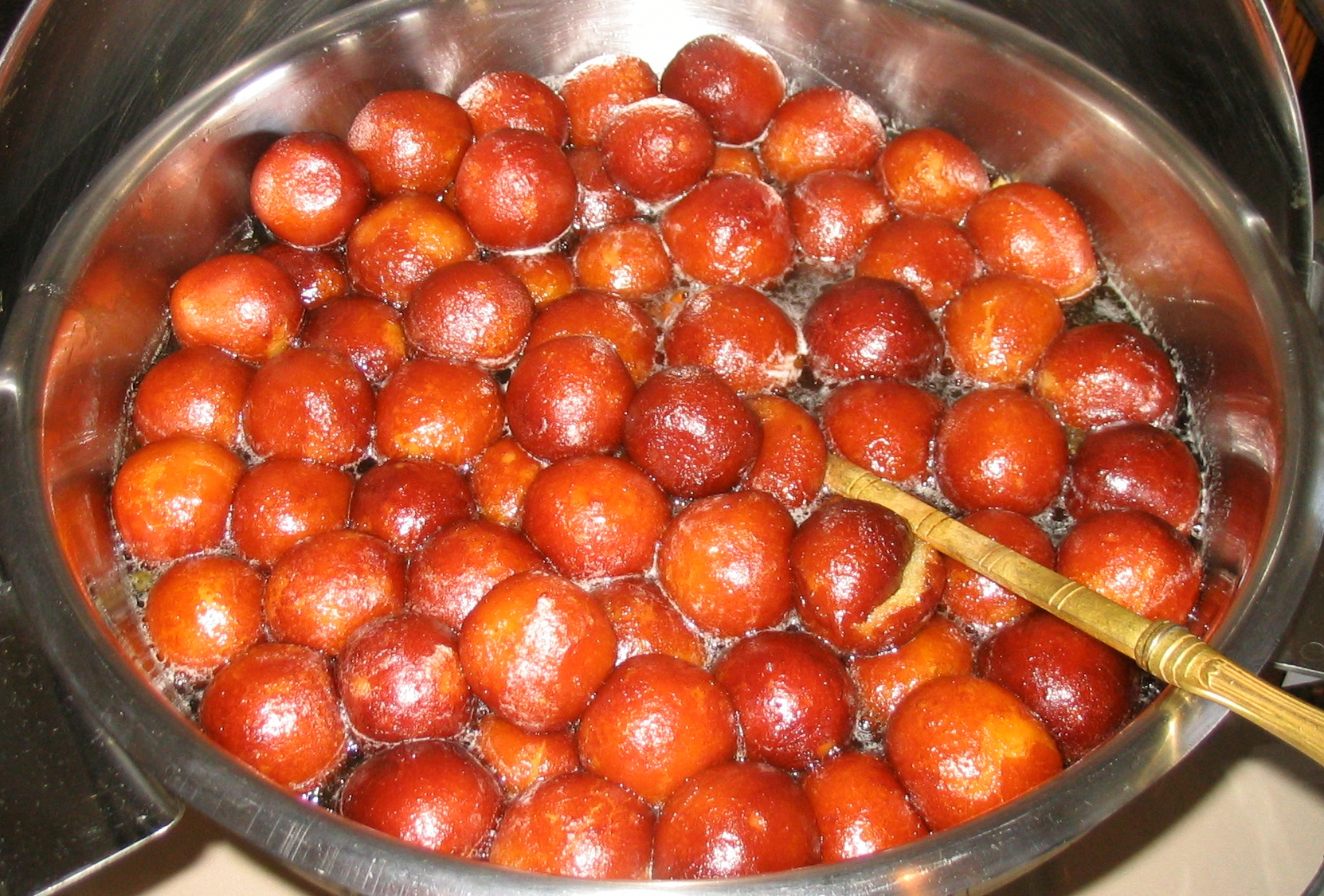
Gulab Jamun

Gulab Jamun (hindi: गुलाब जामुन, urdu: گلاب جامن) este un desert popular indian și pakistanez. Constă din bile de aluat prăjite în sirop aromat de zahăr. Elementul principal al aluatului este Khoa sau Khoya (lapte evaporat, îngroșat). Alternativ, este utilizat de multe ori lapte praf sau brânză de vaci. 
„Gulâb” înseamnă în limba persană „apa de trandafiri”, iar „jamun” este denumirea hindi a fructului syzygium cumini din sud-estul Asiei.